# Yunus Musah
Yunus Musah (New York, 2002. november 29. –) amerikai válogatott labdarúgó, az olasz AC Milan középpályása.

## Pályafutása

### Klubcsapatokban
Musah az amerikai New York városában született. Az ifjúsági pályafutását az olasz Giorgione csapatában kezdte, majd az angol Arsenal akadémiájánál folytatta.
2019-ben mutatkozott be a spanyol Valencia tartalék, majd 2020-ban az első osztályban szereplő felnőtt keretében. Először a 2020. szeptember 13-ai, Levante ellen 4–2-re megnyert mérkőzésen lépett pályára. Első gólját 2020. november 1-jén, a Getafe ellen hazai pályán 2–2-es döntetlennel zárult találkozón szerezte meg. 2023. augusztus 4-én az olasz AC Milan 20 millió euróért szerződtette 2028. június 30-ig.

### A válogatottban
Musah az U15-ös, az U16-os, az U17-es és az U18-as korosztályú válogatottakban is képviselte Angliát.
2020-ban debütált az amerikai válogatottban. Először a 2020. november 12-ei, Wales ellen 0–0-ás döntetlennel zárult mérkőzésen lépett pályára.

## Statisztikák
2023. június 4. szerint
| Klub     | Szezon   | Osztály  | Bajnokság | Bajnokság | Kupa  | Kupa | Nemzetközi | Nemzetközi | Egyéb | Egyéb | Összesen | Összesen |
| Klub     | Szezon   | Osztály  | Meccs     | Gól       | Meccs | Gól  | Meccs      | Gól        | Meccs | Gól   | Meccs    | Gól      |
| -------- | -------- | -------- | --------- | --------- | ----- | ---- | ---------- | ---------- | ----- | ----- | -------- | -------- |
| Valencia | 2020–21  | La Liga  | 32        | 1         | 3     | 1    | —          | —          | —     | —     | 35       | 2        |
| Valencia | 2021–22  | La Liga  | 29        | 1         | 7     | 2    | —          | —          | —     | —     | 36       | 3        |
| Valencia | 2022–23  | La Liga  | 33        | 0         | 3     | 0    | —          | —          | 1     | 0     | 37       | 0        |
| Valencia | Összesen | Összesen | 94        | 2         | 13    | 3    | 0          | 0          | 1     | 0     | 108      | 5        |
| AC Milan | 2023–24  | Serie A  | 0         | 0         | 0     | 0    | —          | —          | —     | —     | 0        | 0        |
| AC Milan | Összesen | Összesen | 0         | 0         | 0     | 0    | 0          | 0          | 0     | 0     | 0        | 0        |
| Összesen | Összesen | Összesen | 94        | 2         | 14    | 3    | 0          | 0          | 0     | 0     | 108      | 5        |

### A válogatottban
| Válogatott       | Év       | Pályára lépés | Gól |
| ---------------- | -------- | ------------- | --- |
| Egyesült Államok | 2020     | 2             | 0   |
| Egyesült Államok | 2021     | 9             | 0   |
| Egyesült Államok | 2022     | 12            | 0   |
| Egyesült Államok | 2023     | 4             | 0   |
| Összesen         | Összesen | 27            | 0   |

## Sikerei, díjai
Valencia
- Copa del Rey
  - Döntős (1): 2021–22

Amerikai válogatott
- CONCACAF Nemzetek ligája
  - Győztes (2): 2019–20, 2022–23